# Nkole (peuple)
Pour les articles homonymes, voir Nkole.
Les Nkole sont une population bantoue d'Afrique de l'Est vivant au sud-ouest de l'Ouganda. L'ancien  royaume d'Ankole est leur territoire.

## Ethnonymie
Selon les sources et le contexte, on observe différentes formes : Ankole, Ankori, Banyankole, Banyankore, Nkoles, Nkore, Nyankole, Nyankore,  
Ouanyankori, Runyankole, Runyankore, Uluyankole, Uluyankore.

## Langues
Ils parlent le runyankole (ou nyankore), une langue bantoue, dont le nombre de locuteurs était d'environ 2 330 000 lors du recensement de 2002. Le chiga et l'anglais sont également utilisés.

## Culture

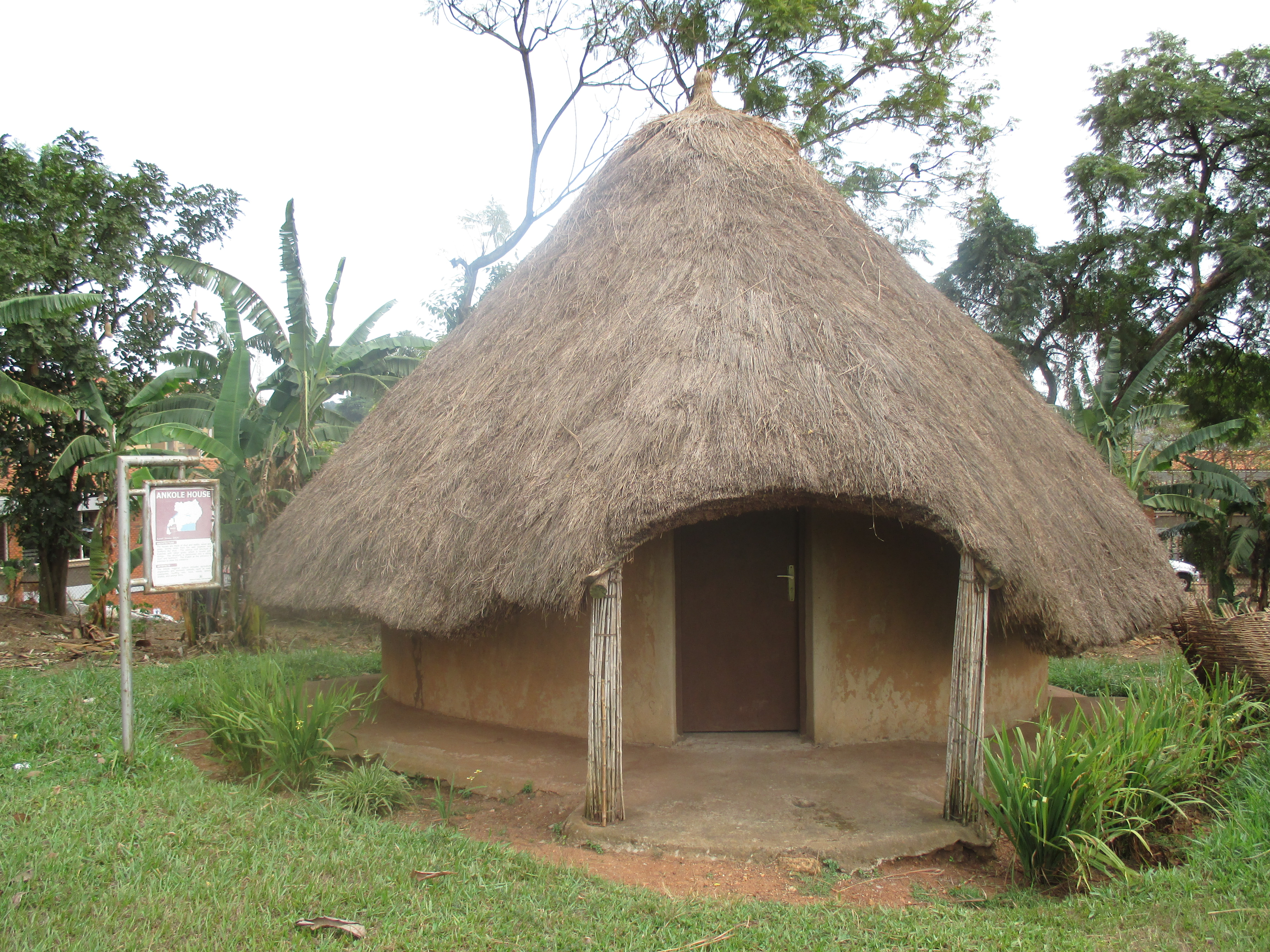
Habitation[4].
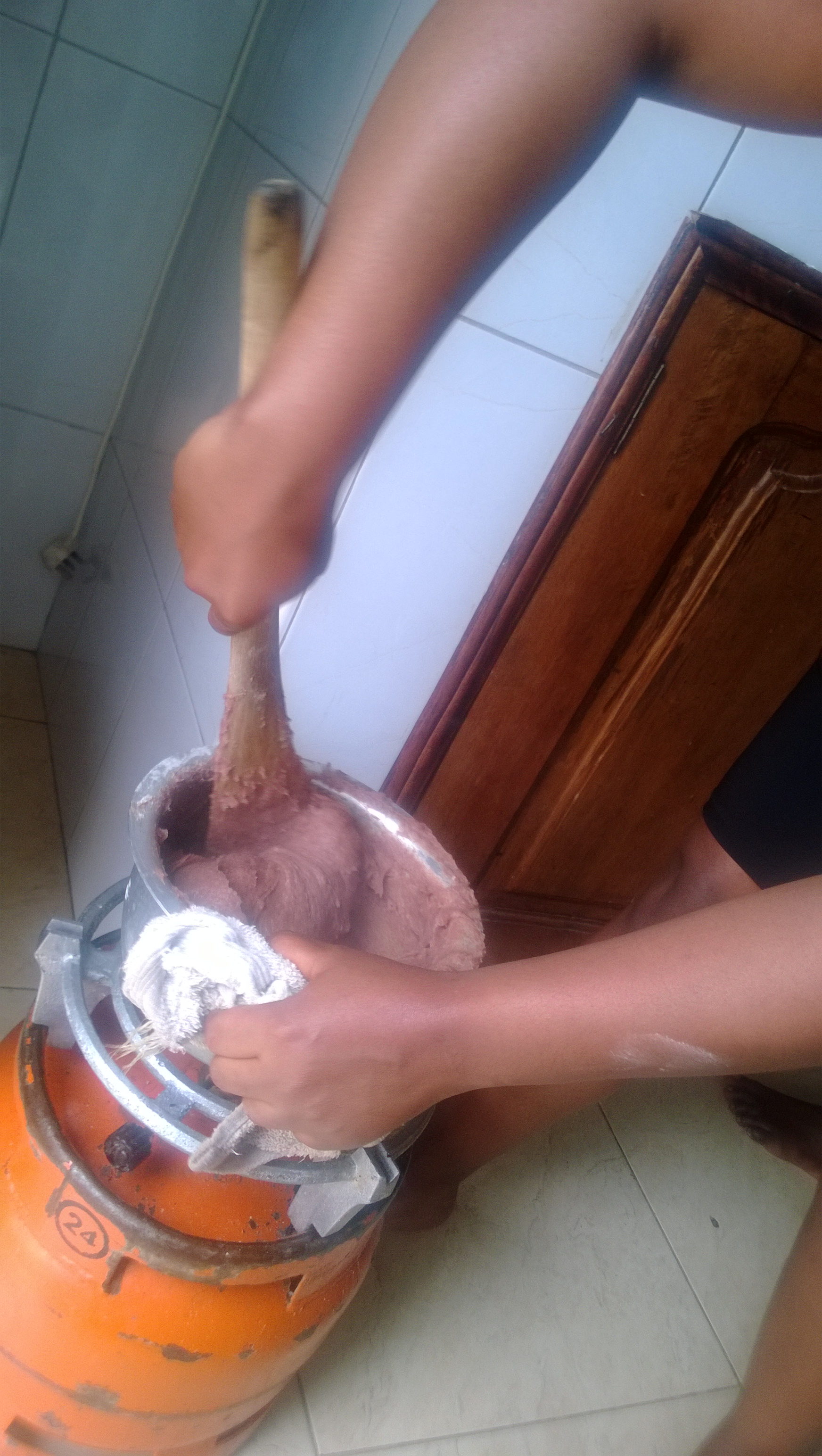
Karo.
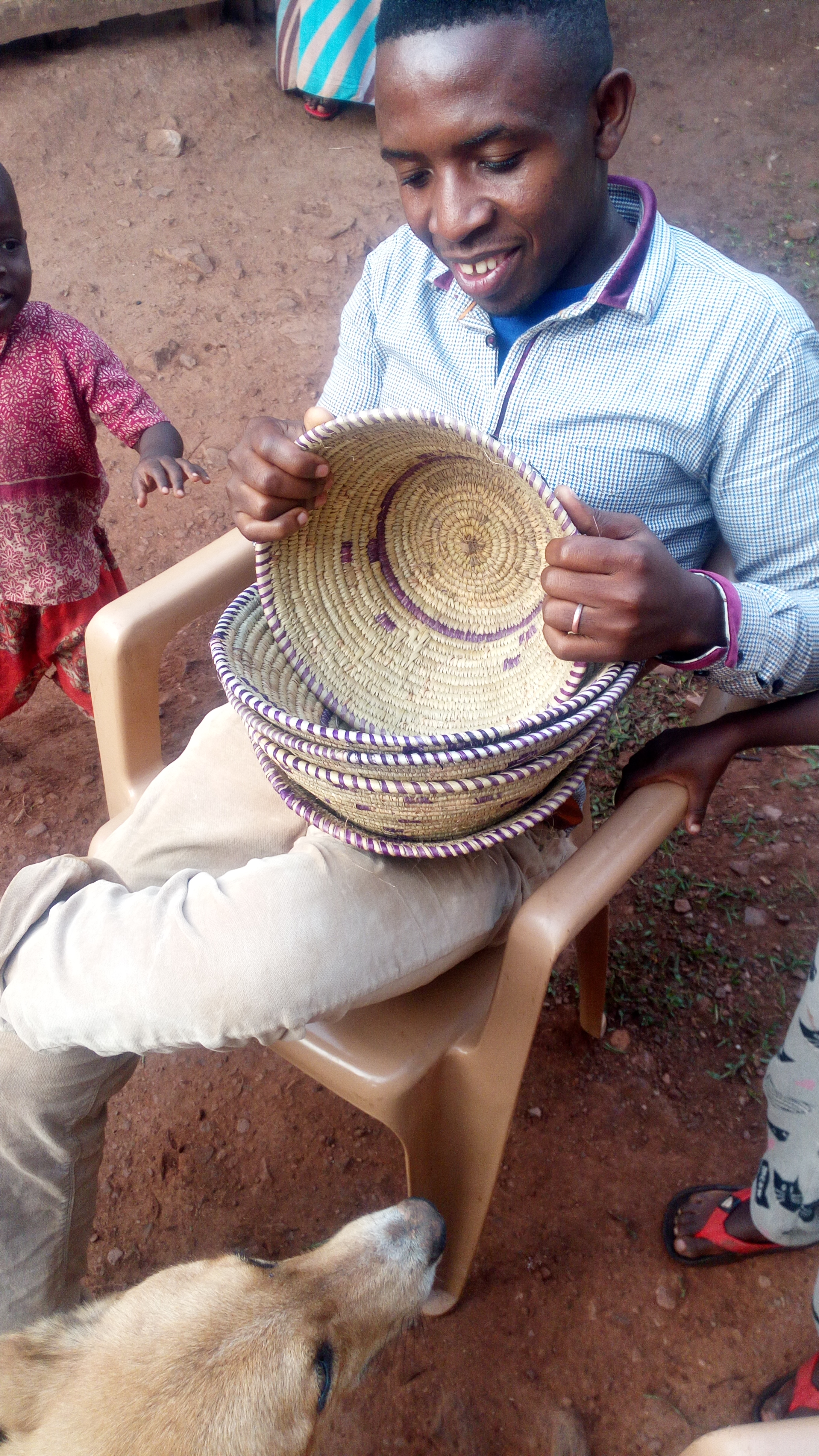
Vannerie.
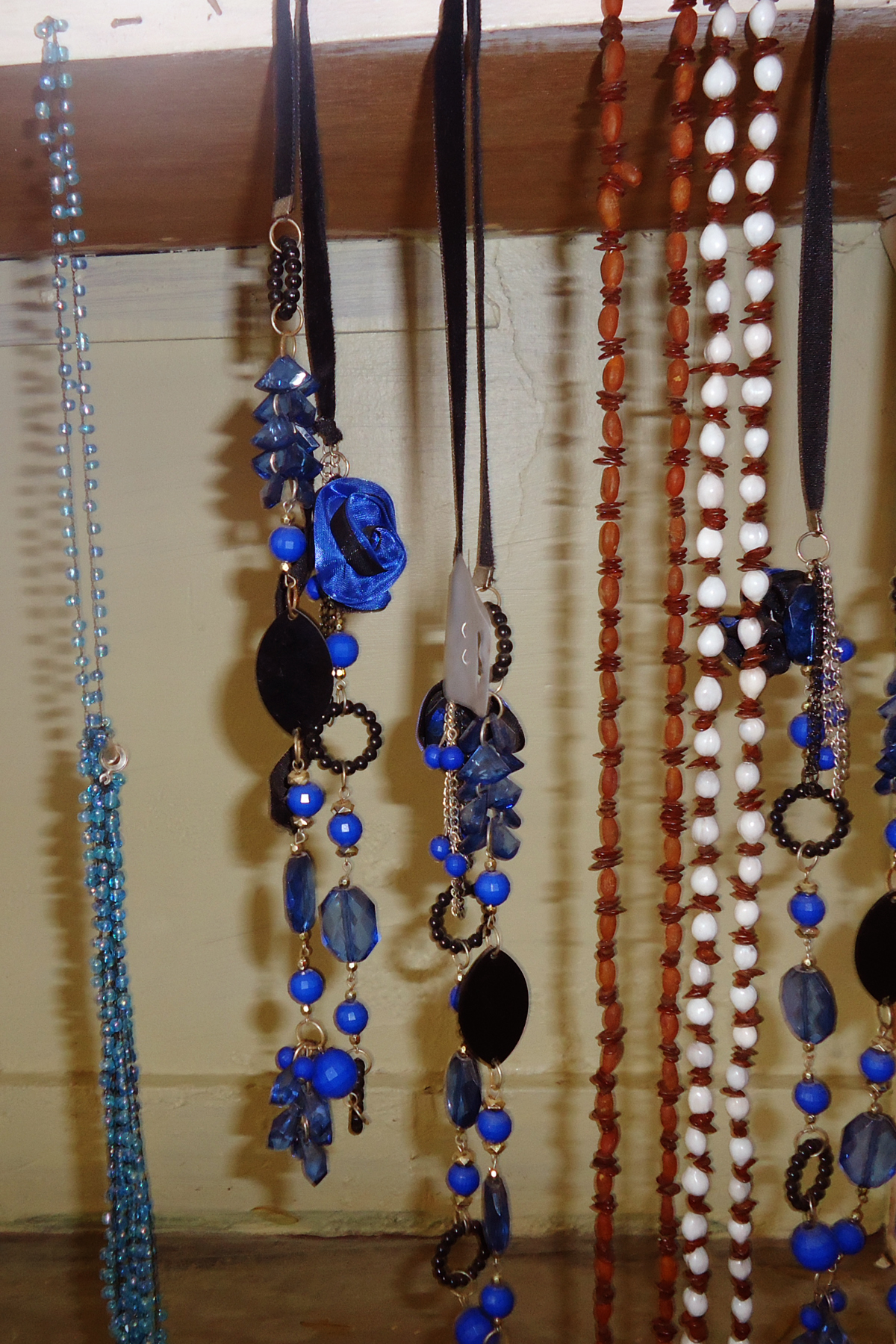
Parures.
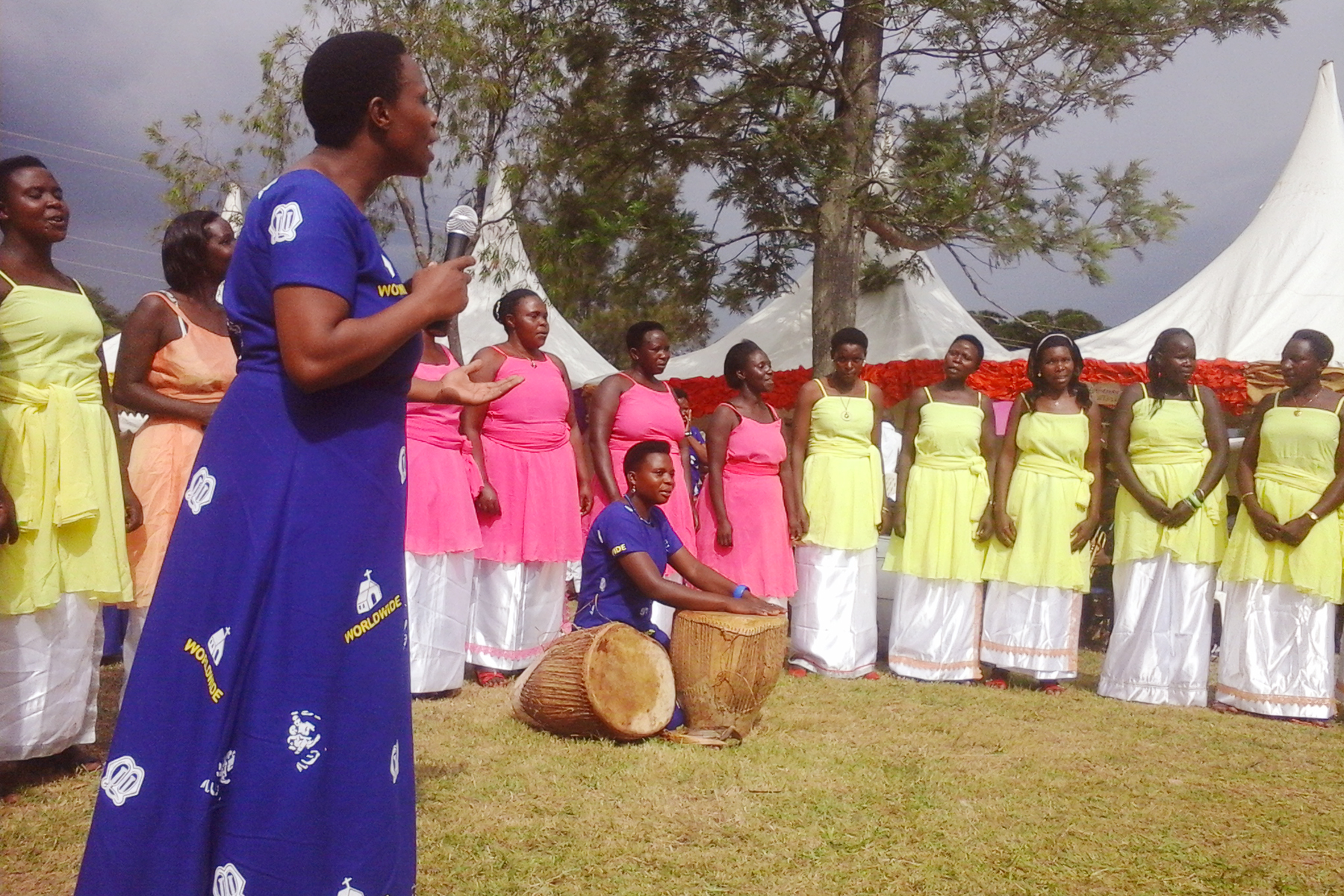
Danse.

### Discographie
- (en) Royal Court Music from Uganda (Ganda, Nyoro, Ankole), collecteur Hugh Tracey, Sharp Wood Productions, 1998 (enregistrement 1950-1952)